# Oxacis megathoracica
Oxacis megathoracica là một loài bọ cánh cứng trong họ Oedemeridae. Loài này được Arnett miêu tả khoa học năm 1960.